# Піддубний Віталій Володимирович
Віта́лій Володи́мирович Підду́бний (нар. 4 жовтня 1977, Миропілля — пом. 26 липня 2014, між Лисичанськом і Попасною) — солдат резерву, підпорядкований Міністерству внутрішніх справ України.

## З життєпису
Народився 1977 року в селі Миропілля (Краснопільський район, Сумська область). За професією будівельник; створив родину, з дружиною виховував дітей і проживав в Бердянську (мікрорайон «Ліски»).
Учасник Бердянського Євромайдану. Боєць батальйону «Донбас», прибув добровольцем із Самооборони Бердянська. Стрілець 1-ї роти 3-го батальйону.
Загинув у бою 26 липня 2014 року — з трьома бійцями потрапив у засідку між Лисичанськом і Попасною, їхали з Артемівська з продуктами для взводу, вбитий кулеметною чергою.
28 липня 2014-го відбулося прощання в Бердянську. Похований за бажанням батьків у Сумській області.

## Родина
Мав дружину, Латковську Юлію Сергіївну (1984 р.н.), доньку Піддубну Елизавету Віталіївну (2010 р.н.), старшого сина 2002 р.н. У грудні 2015 року Запорізька обласна влада вручила сертифікат і ключі від квартири родині Віталія.

## Нагороди та вшанування
- 14 серпня 2014 року — за особисту мужність і героїзм, виявлені у захисті державного суверенітету та територіальної цілісності України, вірність військовій присязі під час російсько-української війни, відзначений — нагороджений орденом «За мужність» III ступеня (посмертно).
- посмертно нагороджено «Почесним орденом міста Бердянськ» (12.8.2014)
- почесний громадянин Бердянська (18.2.2016; посмертно)
- нагороджений орденом «За заслуги перед Запорізьким краєм» III ступеня (посмертно; 9.11.2016)